# Biblioteca Nacional Juan Ramón Molina
La Biblioteca Nacional de Honduras es una biblioteca que contiene más de cuarenta mil volúmenes, concita la idea de su fundador el Doctor Antonio Ramón  Vallejo Bustillo y los sueños de su propiciador, siendo secretario de gobierno del Doctor Marco Aurelio Soto, Doctor Ramón Rosa.

## La biblioteca
La Biblioteca Nacional de Honduras es una institución de utilidad pública, dependiente de la Secretaría de las Culturas, las Artes y los Patrimonios de los Pueblos de Honduras (SECAPPH), cuya misión es recopilar, catalogar, clasificar, conservar y difundir toda la producción documental publicada en el país y en el extranjero. 
Su fundación data del 27 de agosto de 1880 en la administración de Marco Aurelio Soto, mediante acuerdo del 11 de febrero, con un presupuesto asignado de mil pesos.
Generaciones tras generaciones de compatriotas han crecido y formado intelectualmente, dentro de las sólidas paredes de conocimiento que sostienen la institución.
Actualmente está bajo la dirección del Libro y el Documento siendo su directora general la escritora hondureña Carolina Torres, sucesora de la también escritora Lety Elvir quien hasta enero del 2023 fue directora de esta instancia; y la historiadora Zoe Perla directora y representante de la Biblioteca Nacional. 
El 13 de enero de 2009, Rodolfo Pastor Fasquelle, quien fungía como Secretario de Estado en los Despachos de Cultura, Artes y Deportes renombró la Biblioteca con el nombre del poeta hondureño Juan Ramón Molina.
El director de la Biblioteca indicó, «El nombre de Juan Ramón Molina es el mejor que se ha podido escoger para el principal centro de lectura del país centroamericano. (...) también anunció los nombres que desde ese momento llevarán las diferentes salas y la pinacoteca de la Biblioteca Nacional: Las salas de lectura hondureña, infantil, Fondo Antiguo y la pinacoteca llevarán los nombres de los intelectuales hondureños Clementina Suárez, Antonio Ramón Vallejo, Rubén Berríos, Aníbal Cruz y Ezequiel Padilla, mientras que la Sala Extranjera y Referencial fue bautizada con el del poeta cubano José Martí.»
Dentro de la Biblioteca Nacional encontrarán también la Agencia Nacional del ISBN, código que nos sirve para identificar de manera única cada producto editorial. En el registro de este código se incluyen todos los datos significativos de los libros, como ser: título y subtítulo, autor/es, traductor, ilustrador, editorial, tipo de encuadernación, tamaño, número de páginas, precio, materia de la que trata, y una larga lista de información.
Desde enero del 2012, y tras la presentación de la Biblioteca Centroamericana de la Biblioteca Virtual Miguel de Cervantes por SAR el Príncipe de Asturias en el Centro Cultural de España en Tegucigalpa integra conjuntamente con la Academia Hondureña de la Lengua, la Universidad Nacional Autónoma de Honduras y la Universidad Pedagógica Nacional Francisco Morazán la Comisión Nacional de la Biblioteca Virtual de las Letras Hondureñas: «Un hito que nos llena de orgullo a todos los que habitamos en la Patria Grande de la lengua que nos une».

### Local
La sede de la Biblioteca Nacional de Honduras se encuentra en la antigua Tipografía Nacional. Originalmente esta edificación albergó la Real Casa de Rescates en (1780) y hasta el año 1826 se dejó de acuñar monedas, seguidamente en 1830 el local sirvió para las reuniones del Congreso Nacional, entre los años 1859-1876 sirvió como cuartel y más tarde, en 1898 se instaló la Tipografía Nacional.